# Marcel Tolkowsky
Marcel Tolkowsky, né le 25 décembre 1899 à Anvers et mort le 10 février 1991, est un ingénieur et diamantaire belge.

## Biographie

Taille brillant, selon Marcel Tolkowsky, 1919.

Membre d'une famille belge de tailleurs de diamants, il est généralement reconnu comme le père de la taille moderne du diamant.
En 1919, il a développé la forme « ronde brillant » (également connu sous le nom de « American Ideal Cut » ou « taille Tolkowsky ») qui est devenue la référence en Amérique du Nord. Elle a été obtenue à partir de calculs mathématiques qui ont optimisé la brillance et le feu de la pierre. Cette conception a été publiée en 1919 par Tolkowsky dans son livre Diamond Design.
Marcel Tolkowsky a conclu que si un diamant est taillé trop ou trop peu profond, la lumière s'échapperait par les côtés ou le fond du diamant et entraînerait une perte de brillance (lumière blanche réfléchie à travers la partie supérieure d'un diamant), de feu (la lumière colorée réfléchie de l'intérieur un diamant), et d'éclat (combinaison de feu et la brillance).
En 1940, il émigre aux États-Unis et prend sa retraite en 1975.
Il est le grand-oncle de Gabi Tolkowsky, également tailleur de diamant de renom, installé à Anvers.